# HSDL1
HSDL1 (англ. Hydroxysteroid dehydrogenase like 1) – білок, який кодується однойменним геном, розташованим у людей на 16-й хромосомі. Довжина поліпептидного ланцюга білка становить 330 амінокислот, а молекулярна маса — 37 002.
| 10         |  | 20         |  | 30         |  | 40         |  | 50         |
| ---------- |  | ---------- |  | ---------- |  | ---------- |  | ---------- |
| MAAVDSFYLL |  | YREIARSCNC |  | YMEALALVGA |  | WYTARKSITV |  | ICDFYSLIRL |
| HFIPRLGSRA |  | DLIKQYGRWA |  | VVSGATDGIG |  | KAYAEELASR |  | GLNIILISRN |
| EEKLQVVAKD |  | IADTYKVETD |  | IIVADFSSGR |  | EIYLPIREAL |  | KDKDVGILVN |
| NVGVFYPYPQ |  | YFTQLSEDKL |  | WDIINVNIAA |  | ASLMVHVVLP |  | GMVERKKGAI |
| VTISSGSCCK |  | PTPQLAAFSA |  | SKAYLDHFSR |  | ALQYEYASKG |  | IFVQSLIPFY |
| VATSMTAPSN |  | FLHRCSWLVP |  | SPKVYAHHAV |  | STLGISKRTT |  | GYWSHSIQFL |
| FAQYMPEWLW |  | VWGANILNRS |  | LRKEALSCTA |  |            |  |            |

A: Аланін

C: Цистеїн

D: Аспарагінова кислота

E: Глутамінова кислота

F: Фенілаланін

G: Гліцин

H: Гістидин

I: Ізолейцин

K: Лізин

L: Лейцин

M: Метіонін

N: Аспарагін

P: Пролін

Q: Глутамін

R: Аргінін

S: Серин

T: Треонін

V: Валін

W: Триптофан

Задіяний у таких біологічних процесах, як ацетилювання, альтернативний сплайсинг. 
Білок має сайт для зв'язування з НАДФ. 
Локалізований у мітохондрії.